# Roman de la rose
Il Roman de la rose (in italiano Romanzo della rosa) è un poema allegorico di 21 780 ottosillabi ritmati (nella metrica italiana, nel computo della atona dopo la tonica finale di verso, novenari), scritto in due parti distinte da due diversi autori e a distanza di quarant'anni.
L'opera fu iniziata nel 1237 da Guillaume de Lorris, che ne scrisse 4 058 versi; in seguito fu ripresa e completata, con più di 18 000 versi, da Jean de Meung tra il 1275 e il 1280. Il successo fu immenso, tanto che il testo fu uno dei più diffusi di tutto il Medioevo: di esso, ci rimangono oggi all'incirca 300 manoscritti.

## L'evoluzione del genere nel Medioevo
Il Roman de la rose è considerato il capolavoro del genere del poema allegorico. La sua composizione è successiva a quella di opere come l'Eructavit di Adam de Perseigne e l'anonimo De Jherusalem la cité (che corrispondono ai primi tentativi di scrivere un poema allegorico); composti entrambi nell'ultimo quarto del XII secolo, il primo è incentrato sul salmo 44, mentre il secondo su Gerusalemme, interpretata come un'anima circondata dalla forze del male. Si può notare come i primi grandi poemi allegorici siano incentrati sull'omiletica e sul miglioramento dell'essere umano.
Nei primi decenni del Duecento i poemi iniziano ad avere anche intenti satirici e spunti autobiografici, influenzati dalla Psicomachia di Prudenzio. Due opere che rispecchiano questo sviluppo sono il Songe d'enfer di Raoul de Houdenc e il Tournoiement Antechrist di Huon de Méry. Questi due poemi, inoltre, possiedono due ulteriori tipiche caratterizzazioni di questo filone: la dimensione onirica e la prosopopea di vizi e virtù umane.

## Trama
Il poema inizia con la descrizione di un sogno allegorico fatto dal poeta stesso, Guillaume de Lorris, quando aveva vent'anni. 
Nella prima parte, l'io narrante si pone come obiettivo la conquista di un simbolo rappresentante il sesso della donna amata, nonché l'amata stessa: una rosa. Ciò è possibile mediante l'intervento di Amore, che però ferisce il protagonista mentre sta attraversando il suo regno. In questo abitano diverse figure, di cui le più rilevanti sono Invidia e Bell'Accoglienza, poiché funzionali alle vicende successive. Infatti, dopo che l'amante è riuscito a dare un bacio alla rosa, Invidia cattura Bell'Accoglienza, rendendo impossibile l'avvicinamento ad Amore. 
Nella seconda parte, ossia quella di Jean de Meung, con l'aiuto di Venere egli riesce a penetrare nel castello e a consumare l'atto d'amore.

## Le parti del poema
I due autori sono diversissimi: nel modo di vedere il mondo e di concepire l'amore, ma anche nello scrivere e nel raccontare.
Le uniche informazioni che possediamo circa Guillaume de Lorris ci sono date da Jean de Meung stesso, compresa l'indicazione del tempo che separa le due redazioni, aspetto che ha portato alcuni critici a ritenere il primo autore nient'altro che un'invenzione del secondo. Guillaume de Lorris è ancora un autore cortese che si è posto come stella polare l'Ars amatoria di Ovidio (ovviamente interpretata in chiave cortese); Jean de Meung riflette la cultura enciclopedica del XIII secolo: il suo poema presenta numerosissime digressioni, racconti secondari, discussioni filosofiche sulle più disparate questioni, ma anche e soprattutto sull'amore, redigendo una raccolta delle conoscenze dell'epoca sulla materia e presentando un punto di vista radicalmente contrastante con quello di Guillaume.
Guillaume de Lorris
vv. 37-38
"Ce est li Romanz de la Rose

ou l'art d'Amors est tote enclose"
Questo è il Romanzo della Rosa,

dove l'arte d'amare è tutta inclusa.
Jean de Meun
vv.10619-10621
"...tretuit cil qui ont a vivre

devroient apeler ce livre

le Miroër aus Amoureus"
Tutte le discendenze future

dovrebbero chiamare questo libro

lo Specchio degli Amanti.
A confermare ulteriormente l'ipotesi riguardante la composizione dell'opera in due momenti diversi, da due autori differenti, è ciò che scrisse (riportato interamente nelle note) un copista nel codice francese 378 della Bibliothèque Nationale de France tra la prima e la seconda parte.
Riassumendo, il copista spiega dove termina la prima parte (o per motivi naturali o perché il poeta non voleva proseguire) e dove inizia la seconda (perché il soggetto piaceva a Jean de Meung).

## Il rapporto con Amore
Se Jean de Meung ricollega l'amore a semplice fatto naturale, diverso è l'approccio di Guillaume de Lorris, che descrive Amore personificandolo e armandolo di arco e frecce; con questi due, inoltre, colpisce il protagonista nel cuore instillandogli il sentimento amoroso (versi 1683-1693). Il legame che unisce l'amante e Amore è quello del servitium amoris cortese, che deve le origini del suo linguaggio e delle sue leggi interne al sistema vassallatico, il tutto in linea con la poesia dei trovatori. Il protagonista (chiamato da Amore "vasaus", ossia vassallo) giura fedeltà ad Amore secondo il rito feudale del vassallaggio (commendatio manuum e osculum, cioè il bacio), come testimoniano i versi 1924-1945. Questo giuramento è un vero e proprio patto ed è funzionale alla descrizione dei precetti per essere un ottimo amante (vv. 37-38); in questa parte, dunque, si rivela la parte "nozionistica" dell'opera: l'amante, infatti, scrive sotto dettatura quello che Amore gli detta (vv. 2055-2074).

## Jean de Meung, Boezio e Fortuna
Speciale è il trattamento che Jean de Meung offre a Boezio all'interno del romanzo, rispetto ai tanti altri autori che recupera e rielabora per redigere e completare l'opera. Il lavoro di Boezio su cui l'autore si concentra maggiormente è il De consolatione philosophiae, amato anche per il largo uso che si fa della personificazione. Jean de Meung nel descrivere Fortuna (vv. 4812-4828, 4863-4864, 4871-4874, 4919-4930) riprende fedelmente, nel contenuto, un passo del trattato boeziano (II.XV). In entrambe le opere, si dichiara che è preferibile e che giova di più essere sfortunati, poiché, nella sfortuna, si può conoscere il mondo per com'è davvero, senza illusioni dovute al ben procedere delle cose; situazione, comunque, destinata anch'essa a decadere, in quanto Fortuna è tutt'altro che stabile. Per i due, nella malasorte si diventa saggi comprendendo i veri valori, s'incontrano gli uomini onesti (l'amicizia è il maggior bene), si fa esperienza e si comprende la realtà circostante.

## La ricezione
Il Roman provocò molte polemiche riguardo alla visione della donna espressa da Jean de Meung, suscitando tra l'altro la risposta di Christine de Pizan (1362-1431), che possiamo considerare una delle prime querelle femministe.
Dante Alighieri conosceva bene l'opera, ancora famosa al suo tempo, dalla quale ricavò ispirazione per alcuni scritti a lui attribuiti: Fiore e Detto d'Amore.
Una parte del poema venne tradotta in inglese da Geoffrey Chaucer col titolo The Romaunt of Rose, ed ebbe una grande influenza sulla letteratura inglese.
In epoca moderna, lo studio di Clive Staples Lewis, Allegory of love: A Study in Medieval Tradition, pubblicato nel 1936, fece rinascere l'interesse per il poema.

## Traduzioni italiane
- Guillaume de Lorris, Il Romanzo della Rosa, Prima traduzione integrale in versi italiani di Massimo Jevolella. Introduzione e note del traduttore, Milano, Archè, 1983. ; Collana Universale.I Classici, Feltrinelli, Milano, 2016, ISBN 978-88-07-90239-0.
- Guillaume de Lorris, Jean de Meung, Le Roman de la Rose, a cura di Gina D'Angelo Matassa, Palermo, L'Epos, 2007 [postfazione di Enzo Giudici, Novecento, Palermo, 1984], ISBN 978-88-8302-333-0.
- Guillaume de Lorris, Jean De Meun, Roman de la Rose, a cura di Walter Pagani, Pisa, Pacini, 2012, ISBN 978-88-6315-328-6.
- Guillaume de Lorris, Jean de Meun, Romanzo della Rosa (Testo francese antico a fronte), a cura di Mariantonia Liborio, Collana i millenni, Torino, Einaudi, 2014, ISBN 978-88-06-18890-0.
- Guillaume de Lorris, Jean de Meun, Il Romanzo della Rosa (2 tomi), traduzione di Roberta Manetti e Silvio Melani, Alessandria, Edizioni dell'Orso, 2015, ISBN 978-88-6274-588-8.

### Annotazioni
1. ↑  "Ci endroit fina maistre Guillaume de Lorriz cest roumanz, que plus n'es fist, ou pour ce qu'il ne vost ou pour ce qu'il ne pot. Et pour ce que la matiere embelissoit a plusors, il plot a maistre Jehan Chopinel de Meun a parfaire le livre et a ensivre la matiere. Et commence en tele maniere come vous porroiz oïr ci apres"[Traduzione in italiano?]

### Bibliografiche
1. 1 2 3   Furio Brugnolo e Roberta Capelli, 1.11, in Profilo delle letterature romanze medievali, ottava edizione, Roma, Carocci editore,  p. 156.
2. ↑   Luciano Rossi, Alain de Lille, Jean de Meun, Dante : nodi poetici e d'esegesi, in Critica del Testo, VII, n. 2, Viella, 2004.
3. ↑   Roman de la Rose, codice francese 378, Bibliothèque Nationale de France.